# Thilmanus obscurus
Thilmanus obscurus is een keversoort uit de familie kasteelkevers (Omalisidae). De wetenschappelijke naam van de soort werd in 1872 gepubliceerd door Flaminio Baudi di Selve.